# Пасовка вохриста
Пасовка вохриста (Melospiza lincolnii) — вид горобцеподібних птахів родини Passerellidae. 

## Назва
Названа Джоном Одюбоном не на честь американського президента, а на честь простого мисливця Томаса Лінкольна — супутника у його мандрівці до берегів Лабрадору.

## Поширення
Влітку вид поширений у північних районах Північної Америки від Аляски і до Ньюфаундленду і Лабрадору, за винятком полярних районів. На зиму мігрує на Південь до південних штатів США, Мексики та Карибів. Трапляється у тундрових болотистих місцевостях, ховаючись у густі чагарники, між травою, гнізда робить у заглибинах під купами хмизу, під густими чагарниками тощо.

## Опис
Голова, спина, крила та хвіст коричневі з делікатними темними пацьорками на кремовому фоні, лише живіт і підхвістя світлі, іноді сіруваті. Маківка голови темно-коричневого кольору, пір'я може настовбурчуватись, утворюючи подобу гребінця. Лице сіре з коричневою смугою через око.

## Спосіб життя
Мешкає у болотистих місцевостях. Також трапляються на зарослих луках і сільських угіддях, часом у паркових зонах. Живиться насінням та комахами. Гніздо облаштовує у захищеному місці на землі, або серед гілок чагарників невисоко над землею, відкладає 4—5, часом 3—6 яєць. Самець означує свою територію голосним співом у ранкові годщини.